# 4804-es mellékút (Magyarország)
A 4804-es mellékút egy közel 10 kilométeres hosszúságú, négy számjegyű mellékút Hajdú-Bihar vármegye területén: Hajdúszoboszlótól húzódik Hajdúszovátig.

## Nyomvonala
Hajdúszoboszló központjában ágazik ki a 3406-os útból, annak a 17+850-es kilométerszelvénye közelében. Első, bő fél kilométernyi szakaszán délkelet felé húzódik, Bajcsy-Zsilinszky utca néven, majd keletnek fordul és az Új utca nevet veszi fel. Egy szakasza a Rákóczi utca nevet viseli, majd 1,1 kilométer után délnek fordul, a Szováti út nevet felvéve. 2,2 kilométer után kiágazik belőle kelet-északkelet felé a 48 302-es számú mellékút, a Budapest–Záhony-vasútvonal Hajdúszoboszló vasútállomása irányába, majd keresztezi is a vasút vágányait. Még pár száz méternyi szakasza van a belterületen, majd kilép az üdülővárosból.
4,2 kilométer után egy körforgalmú csomóponttal keresztezi a 4-es főutat, kicsivel annak a 205. kilométere előtt, az ötödik kilométere közelében pedig átszeli Hajdúszovát határát; ugyanott a korábbi irányánál kissé keletebbnek fordul. 8,8 kilométer után érkezik meg e településre, a Szoboszlói utca nevet felvéve, és nem sokkal ezután, a falu központjában véget is ér, beletorkollva a 4805-ös útba, annak a 15+400-as kilométerszelvénye közelében.
Teljes hossza, az országos közutak térképes nyilvántartását szolgáló kira.kozut.hu adatbázisa szerint 9,577 kilométer.

## Története
A Kartográfiai Vállalat 1990-ben megjelentetett Magyarország autóatlasza a teljes szakaszát kiépített, portalanított útként tünteti fel.

## Települések az út mentén
- Hajdúszoboszló
- Hajdúszovát